# La máquina del amor sagrado y profano
La máquina del amor sagrado y profano es una novela de Iris Murdoch. Publicada en 1974, fue su decimosexta novela. Ganó el premio de novela Whitbread en 1974.

## Argumento
Blaise Gavender es un psicoterapeuta que vive con una esposa y un hijo de dieciséis años cerca de Londres en una cómoda casa llamada Hood House. Sin que su esposa Harriet lo sepa lleva nueve años teniendo una aventura con otra mujer,Emily McHugh. Blaise y Emily tienen un hijo de ocho años llamado Luca. Durante años ha pospuesto hablar con Harriet sobre Emily, pero finalmente se ve obligado a hacerlo cuando Luca visita en secreto la Casa Hood y la verdad amenaza con salir a la luz. Blaise vacila entre las dos mujeres, esperando poder mantener relaciones con ambas, pero finalmente elige dejar a Harriet y vivir con Emily.
Montague (Monty) Small, vecino de los Gavender y amigo de la familia, es un popular escritor de novelas policíacas cuya esposa Sophie ha muerto recientemente. Sabía de la aventura de Blaise y le ayudó inventando un paciente ficticio que requería visitas nocturnas a Londres, proporcionando así a Blaise una excusa para estar fuera de casa cuando visitaba a Emily. Después de que Harriet se enterara de la aventura, el todavía afligido Monty es llamado a ser también su confidente. El amigo de Monty, Edgar Demarnay, que estaba enamorado de Sophie, llega a la escena y se ve envuelto en la situación, tratando de "salvar" tanto a Monty, cuyo dolor amenaza con causar un colapso emocional, como a Harriet, cuya parte toma contra Blaise.

## Título

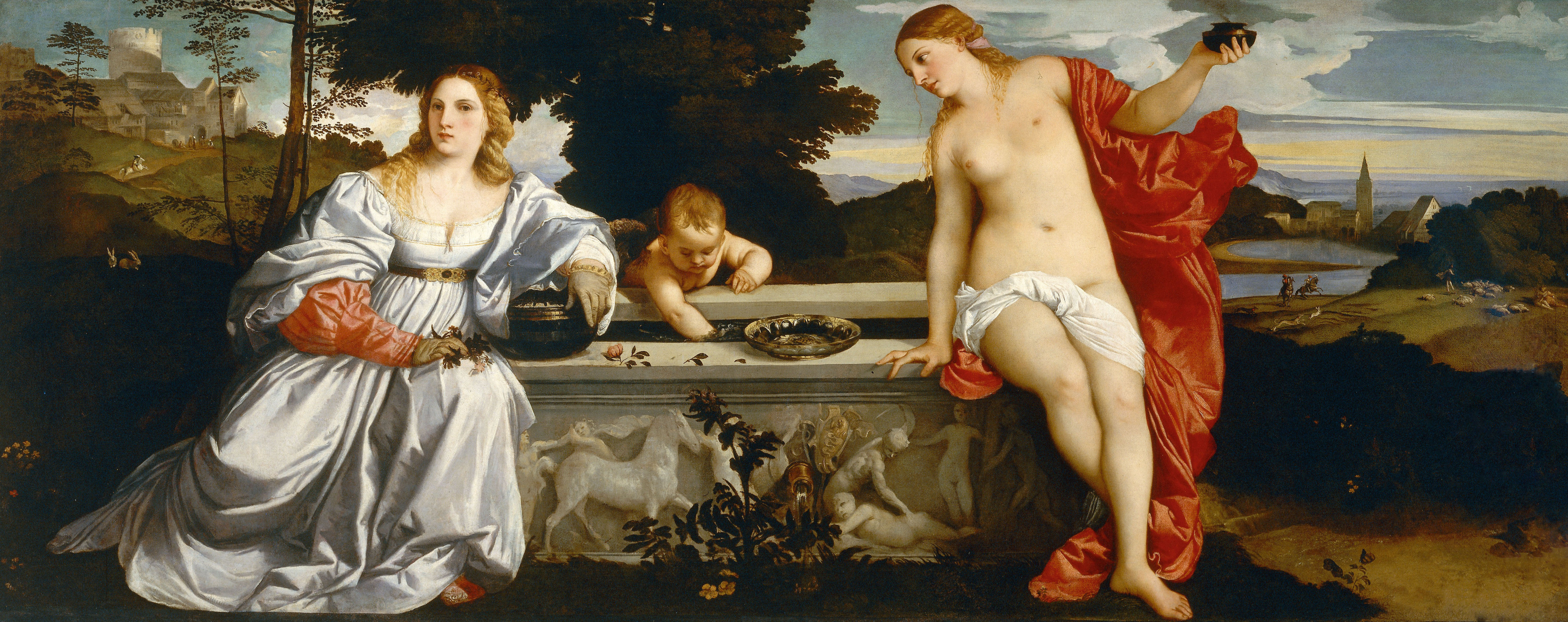
Tiziano - Amor Sagrado y Profano

El título es una referencia a la pintura de Tiziano Amor sagrado y profano, que se utilizó como base para la portada de la primera edición. Peter J. Conradi señala que la pintura de Tiziano es una "pintura  rompecabezas" en la que se muestra un solo modelo desnudo y vestido de manera elaborada, por lo que el límite entre el amor sagrado y el profano no está claro. Más bien, se presentan como "casos de un solo principio de Eros en dos modos diferentes de existencia y en dos grados de perfección". : 271 

## Temas principales
La duplicidad es un tema importante de la novela.: 266  Blaise tiene relaciones con dos mujeres, que inicialmente habitan en dos esferas separadas de su vida. Cada una de ellos tiene un hijo. El libro tiene dos personajes masculinos principales, Monty y Blaise, ambos con madres esnobs. Tanto Monty como Blaise, aunque económicamente exitosos, están insatisfechos con sus profesiones y se plantean cambiarlas. Monty se ve a sí mismo como un maestro de escuela, mientras que Blaise quiere convertirse en médico. El tema de la duplicidad se extiende a los dos tipos de amor, sagrado y profano. Blaise siente "que Harriet era su amor sagrado y Emily su profano". : 342  Se ve a sí mismo llevando "una doble vida" y como "un hombre de dos verdades, ya que ambas vidas fueron valiosas y verdaderas". : 80 
La máquina del amor sagrado y profano es una de las cuatro novelas de Murdoch que tienen como tema principal el adulterio masculino. Harriet, Emily y Blaise reciben un protagonismo narrativo y el autor los trata con cierta simpatía. Sin embargo, el egoísmo y el fracaso moral de Blaise son claros en todo momento.
La novela contiene descripciones de al menos veinte sueños que son recordados por Harriet, Monty, Blaise y el hijo de Harriet, David. Estos sueños son inquietantes y aterradores, combinando "una mezcla de horror o terror, dolor y piedad fascinada".: 277  El tema de los sueños también es relevante para el trabajo de Blaise como psicoanalista.

## Importancia literaria y recepción.
La máquina del amor sagrado y profano recibió críticas amplias y generalmente favorables y ganó el premio Whitbread Novel Award de 1974 . The London Magazine lo encontró "otro ejemplo de la colección de novelas más individual, dieciséis ahora, desde Dickens". El crítico de Time lo calificó como un "examen brillante de los disfraces del amor en los suburbios de Londres" y una "antifarsa deliberadamente sin humor" y comparó su tono narrativo con el de la novela Couples de John Updike de 1968.
Varios críticos contemporáneos hicieron comentarios con respecto al título. John Wain señaló que el amor "sagrado" de Blaise por Harriet se caracteriza por el "egoísmo y la posesividad", mientras que su apego erótico "profano" por Emily tiene "una profundidad y una pureza, en cierto modo un olvido de sí mismo", lo que constituye una clara moraleja. imposible la distinción entre los dos estados. El crítico de Time vio que el título indicaba la intención de Murdoch de "explorar el aspecto mecanicista de la mente". Martin Amis encontró el título "lo más provocativo" de la novela. Es demasiado simple, concluyó, equiparar a Harriet y Emily con el amor sagrado y profano respectivamente, y verlos como opuestos. En cambio, Amis sugirió que el punto de Murdoch es que las dos variedades de amor son interdependientes.
El biógrafo y erudito de Murdoch, Peter Conradi, describe La máquina del amor sagrado y progano y Henry y Cato (1976) como "dos obras menores pero imprescindibles" de "la época del gran florecimiento de Murdoch".: 266  La filósofa Martha Nussbaum se centró en La máquina del amor sagrado y profano en su análisis de los puntos de vista platónicos de Murdoch sobre el deseo sexual